# Windows 95
Microsoft Windows 95 (nome in codice Chicago), comunemente conosciuto come Windows 95, è un sistema operativo proprietario della Microsoft Corporation appartenente alla famiglia Microsoft Windows e dedicato ai PC IBM e compatibili con processore Intel 80386 o superiore.
Distribuito il 24 agosto 1995 e commercializzato fino al 2001, Windows 95 è il primo sistema operativo ibrido 16/32 bit a interfaccia grafica della famiglia Windows 9x. Si diffuse rapidamente tra gli utilizzatori di personal computer, permettendo alla Microsoft di affermarsi definitivamente sul mercato dei sistemi operativi e di assumere una posizione dominante anche negli anni a venire. Ciò che permise a questo sistema di diffondersi tra utenti domestici fu l'innovativa grafica, che semplificava notevolmente l'utilizzo del computer rispetto alle precedenti versioni e agli altri sistemi operativi concorrenti, ma soprattutto il prezzo molto più abbordabile rispetto a SO più costosi come quelli della Apple.
I successori di Windows 95 sono Windows 98, Windows 98 SE e Windows Millennium Edition (Windows Me).
Dopo Windows Me la famiglia di Windows 9x si è interrotta, sostituita a fine 2001 da Windows XP, facente parte della famiglia basata sul kernel di Windows NT.

## Storia
Nel 1986 veniva commercializzato l'Intel 80386, il primo microprocessore a 32 bit di Intel, seguito poi dalla sua evoluzione, l'Intel 80486. Quindi nel 1995 quasi tutti i personal computer potevano eseguire codice a 32 bit, tuttavia alcuni erano ancora fermi ai 16 bit del DOS e di Windows 3.1. Microsoft aveva già distribuito in precedenza un sistema operativo a 32 bit, Windows NT, riservato ad un'utenza professionale ed ai server in quanto richiedeva un sistema molto potente e costoso per funzionare. Anche IBM aveva il suo sistema operativo a 32 bit, OS/2, che stava conoscendo proprio in quel periodo il suo momento migliore; anch'esso, tuttavia, richiedeva risorse molto elevate, soprattutto in termini di memoria RAM, a quei tempi molto costosa (la maggior parte dei PC "potenti" era equipaggiata con 4 MB di RAM, OS/2 ne richiedeva minimo 8 e il costo era di circa 100.000 Lire ogni MB).
Il lancio sul mercato di Windows 95 fu accompagnato da una massiccia campagna pubblicitaria che in televisione aveva come accompagnamento musicale la canzone dei Rolling Stones Start Me Up, canzone che alludeva alla nuovissima funzionalità del software: il menu "Start". La versione di Windows 95 del 1995 fu seguita da una versione aggiornata del 1996, chiamata Windows 95 OSR2 (o 95B), venduta solo preinstallata in abbinamento ad un PC nuovo, che introdusse FAT32, un file system capace di gestire partizioni superiori a 2 GByte. Il nominativo OSR2 (OS Release 2) era dovuto al fatto che nel 1996 Microsoft aveva proposto in forma di normale update cumulativo un pacchetto siglato OSR1, che aggiornava poi Windows 95 alla versione 95A.
Un'altra versione 95B OSR2.1 uscì pochi mesi dopo con il supporto USB nativo (anche disponibile per l'originale OSR2 attraverso l'USB Supplement, che aggiorna la versione dell'OS alla build 4.03.1212), sempre distribuita su canale OEM. Qualche mese prima del lancio di Windows 98 a fine giugno del 1998, vi fu un'altra versione di 95, siglata 95C o OSR2.5 (con e senza supporto USB nativo), che integrava l'interfaccia di Internet Explorer 4.0. Fu comunque distribuita su pochi computer, prodotti tra il novembre del 1997 e i primi due-tre mesi del 1998, e per questo fu anche una versione molto rara.

## Le innovazioni

Avvio di Windows 95

Windows 95, a differenza dei suoi predecessori, non era un "ambiente operativo", vale a dire che non necessitava del prompt DOS per poter lavorare. È stato il primo sistema operativo a vasta diffusione ad introdurre lo start menu (o menu di avvio), e la shell grafica Explorer (o Gestione risorse).
La versione 95 di Windows introduce al grande pubblico anche la barra delle applicazioni (o taskbar). Questa assai nota utility grafica, nasce come concetto nel 1987 con l'Acorn Archimedes, dove si è evoluta al punto da comprendere sia la barra dei processi attivi, sia la traybar, integrate in un'unica fascia, come poi è avvenuto, appunto, anche in casa Microsoft.
Tutti i successivi sistemi operativi Microsoft hanno implementato ulteriori versioni dello stesso design di interfaccia grafica, che raccoglieva, integrandole insieme, Menu Start, barra delle applicazioni e GUI.
Il design di Windows 95 è stato il frutto di uno studio specifico di un team di esperti, che raccoglieva insieme noti designer grafici, esperti di informatica e di psicologia della percezione, ma soprattutto degli utenti finali, registrati nelle liste dei beta-tester di Windows, il cui parere era tenuto nella massima considerazione. L'aspetto della versione 95 viene infatti tuttora considerato quasi l'optimum tra le interfacce grafiche, dagli esperti di scienze della comunicazione.
Ispirandosi con successo alle interfacce grafiche preesistenti, valutandone i pro e i contro, gli esperti adattarono ed adottarono gli attributi più salienti e utili che una GUI dovrebbe possedere, li fusero insieme e li inserirono in Windows; hanno poi cercato nuove soluzioni che rendessero semplice l'approccio ad un sistema operativo concepito per essere dall'inizio integrato con la sua interfaccia grafica.
Il risultato raggiunto è stato considerato positivo, tanto da ispirare in seguito anche l'aspetto grafico di interfacce di sistemi operativi concorrenti (fra cui la versione successiva di OS/2 e alcuni degli stili dei Window manager GNOME e KDE).
Sino a Windows Vista l'interfaccia grafica dei sistemi Microsoft è quasi identica a quella presentata con Windows 95.

Schermata di benvenuto in Windows 95

Un'altra innovazione rispetto ai precedenti sistemi operativi di Microsoft fu l'introduzione del Plug and play, una tecnologia che permette al sistema operativo di assegnare automaticamente all'hardware compatibile risorse hardware quali IRQ, porte di I/O e canali DMA, in modo tale che anche utenti molto inesperti potessero installare nuove schede di espansione.
Ispirata da una tecnologia preesistente, l'AutoConfig del mondo Amiga, l'introduzione del Plug and play in Windows fu colta dal mercato con un'iniziale diffidenza, a causa del fatto che in Windows 95 la sua implementazione non era ancora perfetta, e per la necessità di dover supportare ancora per diverso tempo (e in qualche modo renderli stabili) anche hardware, periferiche e BIOS antecedenti a tale tecnologia e che non potevano essere certificati come Plug and play. Con il passare del tempo, però, l'utilità di avere una tecnologia Plug and play è stata apprezzata dagli utenti e dai produttori di hardware, ed è entrata a pieno titolo fra le caratteristiche "standard" delle successive versioni di Windows.
Windows 95 integrava una versione speciale di MS-DOS (con numero di versione 7.0), mettendo di fatto fuori mercato le implementazioni di DOS della concorrenza; anche grazie a questo Microsoft rafforzò la sua posizione dominante nel mercato dei sistemi operativi. Windows 95, in altre parole, fu un prodotto con due ruoli: grazie alle sue doti di usabilità aumentò il numero di utenti informatici, ma contemporaneamente pose di fatto fine alla competizione nel mercato dei sistemi operativi con interfaccia grafica. Ciò creò le basi per il processo antitrust nei confronti di Microsoft, che prese il via quando, in seguito, il browser Internet Explorer venne integrato nel sistema operativo; ma ciò avverrà più tardi con l'arrivo di Windows 98.

## Applicazioni incluse
L'installazione standard di Windows 95 includeva diversi programmi accessori e utilità per l'utilizzo immediato del sistema.

### Programmi e accessori

Microsoft NetMeeting

- Microsoft WordPad - successore del precedente programma Windows Write, per creare testi complessi. WordPad si presenta arricchito di nuove funzioni e pulsanti.
- Paint - ha subito un restyling grafico delle icone dei pulsanti, risultando più gradevole e più semplice nell'utilizzo.
- Imaging per Windows - programma che supporta la creazione, l'annotazione, la visualizzazione e la stampa di immagini bitmap e TIFF.
- Windows Media Player - successore di Media Player, si presenta più articolato e con caratteristiche migliorate.
- Internet Explorer - introdotto successivamente alla distribuzione di Windows 95 all'interno del pacchetto Microsoft Plus! per lo stesso sistema operativo.
- Microsoft Internet Mail e News - programma per l'invio e la ricezione della posta elettronica, successore di Windows Messaging, già presente in Windows 95.
- Microsoft Fax - applicazione per l'invio e la ricezione di fax.
- Microsoft NetMeeting - servizio per collaborare online e fare videoconferenze.
- Rubrica di Windows - contiene gli indirizzi di posta elettronica e altre informazioni relative ai contatti.
- Giochi - oltre ai classici Campo minato, FreeCell, Hearts, Solitario già presenti nelle vecchie versioni, vennero forniti due nuovi giochi: Hover!, contenuto nel CD di Windows 95 e 3D Pinball: Space Cadet, introdotto con Plus! 95.
- QuickView - applicazione in grado di visualizzare in anteprima il contenuto di numerosi tipi di file.

### Utilità di sistema

Il Pannello di controllo

- Utilità di pianificazione - che offre la possibilità di programmare l'avvio di programmi o script a orari predefiniti o dopo intervalli di tempo specificati.
- Utilità di deframmentazione dischi - accessorio per ottimizzare le prestazioni del computer.
- Scandisk - utilità di sistema utilizzata per la manutenzione del file system. Offerto in modalità DOS e anche in una versione GUI è utilizzato per controllare l'integrità del file system e i file memorizzati all'interno dei dischi rigidi.
- Dr. Watson - è un debugger che quando un'applicazione si blocca, consente di dedurre i motivi del problema in modo che non si ripeta. Con Dr. Watson caricato nel sistema, ogni volta che si verifica un errore di software (errore di protezione generale, blocchi, ecc.), Dr. Watson intercetta e indica il perché l'applicazione è andata in crash. Tutte le informazioni raccolte vengono registrate nella cartella C:\Windows\DrWatson.

### Funzionalità rinnovate
- Menu Start - è il punto da dove si avviano tutte le applicazioni, attraverso una serie di collegamenti ai programmi e ai componenti principali di Windows. I collegamenti sono suddivisi in cartelle per tipologia.
- Barra delle applicazioni - barra posta alla base del Desktop, che consente di passare da una finestra all'altra, ridurre a icona, visualizzare l'orario e le applicazioni di background aperte nell'area di notifica.
- Pannello di controllo - permette agli utenti di vedere e personalizzare le impostazioni di base del sistema.
- Gestione periferiche - consente agli utenti di visualizzare e controllare l'hardware collegato al computer.
- Sincronia file - si tratta di un'utilità che permette di mantenere sincronizzati i documenti dei dispositivi rimovibili con quelli contenuti nel computer, ad esempio quando un portatile e un PC desktop utilizzano degli stessi file è possibile eseguire la sincronizzazione.

## Cronologia delle edizioni, aggiornamenti e service release
| Nome              | Versione   | Versione Sistema | Data di pubblicazione | Novità introdotte |
| ----------------- | ---------- | ---------------- | --------------------- | --- |
| Windows 95 OEM    | 4.00.950   | 4.00.950         | 24 agosto 1995        | |
| Windows 95 OSR1   | 4.00.950a  | 4.00.951         | 14 febbraio 1996      | Aggiornamento di alcuni file e componenti di sistema. Rilasciato come aggiornamento scaricabile e come disco per gli OEM. |
| Windows 95 OSR2   | 4.00.950 B | 4.00.1111        | 24 agosto 1996        | Introdusse il supporto al file system FAT32. Includeva inoltre Internet Explorer 3, Personal Web Server e MS-DOS "7.1". |
| Windows 95 OSR2.1 | 4.00.950 B | 4.03.1214        | 27 agosto 1997        | Distribuito come aggiornamento aggiuntivo da installare separatamente a Windows 95 OSR2. Aggiungeva il supporto ai dispositivi USB. |
| Windows 95 OSR2.5 | 4.00.950 C | 4.03.1216        | 26 novembre 1997      | L'aggiornamento per il supporto USB viene incluso nell'installazione principale del sistema operativo. Al termine dell'installazione viene avviato un aggiornamento ad Internet Explorer 4 che include, tra le altre caratteristiche, il Windows Desktop Update. |

Il 14 febbraio 1996 Microsoft pubblica il Service Pack 1 per Windows 95, che corregge alcuni errori, introduce alcune migliorie e nuovi componenti o funzionalità:
- Protocollo Microsoft DLC a 32 bit per Windows 95
- Aggiornamento di Microsoft Exchange
- Microsoft Internet Explorer 2
- Servizi di Microsoft per NetWare Directory Services
- Driver infrarossi di Windows 95 versione 1.0
- Windows 95 SLIP e di supporto di script per accesso remoto
- Microsoft Word Viewer

Con l'avvento dell'Euro fu reso disponibile sul sito Microsoft un aggiornamento che inseriva il simbolo della valuta tra i simboli delle valute impostabili dal pannello di controllo.

## Ruolo di Windows 95 nella cultura popolare e curiosità
Windows 95 fu la prima versione di Microsoft Windows a riscuotere grande successo tra il pubblico. Le novità introdotte a livello di interfaccia grafica e funzionalità gli permisero di competere pariteticamente con i suoi principali concorrenti e il sistema operativo si affermò sul mercato come soluzione di riferimento per abitazioni e uffici.
Microsoft, inoltre, condusse una vivace campagna pubblicitaria che rappresentò la prima operazione di promozione massiccia in campo informatico.
All'interno del sistema operativo erano presenti diverse caratteristiche che diventarono elementi di cultura popolare. Il suono di avvio, "The Microsoft Sound", fu commissionato al compositore Brian Eno (che lo realizzò utilizzando un Macintosh) per essere "un suono immersivo e tangibile, etereo ma coinvolgente, emotivo, universale, futuristico". L'autore, che stava attraversando un periodo di crisi d'ispirazione, ha successivamente affermato di aver apprezzato i numerosi vincoli a cui era dovuto sottostare e la sfida di creare un suono coinvolgente della durata di pochissimi secondi. Nel 2025 il suono è stato aggiunto al National Recording Registry degli Stati Uniti, insieme a 25 altre registrazioni di rilevanza culturale, storica ed estetica.
Il supporto di installazione conteneva, oltre al sistema operativo, due video musicali e un trailer cinematografico:  Buddy Holly dei Weezer, Good Times di Edie Brickell e Rob Roy. I tre video, inseriti in una sottocartella, potevano essere riprodotti al termine dell'installazione del sistema operativo senza la necessità di ulteriori programmi. Era inoltre presente, sempre sul supporto di installazione, il gioco Hover!.
Le prime quattro release di Windows 95 (OEM, OSR1, OSR2, OSR2.1) furono le uniche versioni di Windows ad avere la scritta del pulsante Start tradotta come "Avvio" nell'edizione italiana. Solo con l'aggiornamento di Internet Explorer 4, che veniva avviato durante la fine dell'installazione della release OSR2.5, la dicitura fu rinominata in "Start".

## Problemi

Aggiornamento di Microsoft IO.SYS

Windows 95B OSR2, nella versione italiana, era affetto da un bug (contenuto nel file IO.SYS) che poteva impedire l'avvio di alcuni programmi (per esempio videogiochi, e in alcuni casi addirittura il sistema operativo stesso). Il bug consisteva nel fatto che il driver gestore di memoria estesa HIMEM.SYS occupava 45 kilobyte di memoria base più del normale.

## Requisiti di sistema
Requisiti di sistema per l'installazione di Windows 95:
- Personal computer con un 386DX o processore superiore (consigliato 486)
- 4 megabyte (MB) di memoria (consigliati 8 MB)
- Spazio su disco richiesto per l'aggiornamento a Windows 95: 35 MB.
- Spazio su disco richiesto per installare Windows 95 in un sistema pulito: 50-55 MB il requisito effettivo dipende dalle funzionalità che si desidera installare.
- Un'unità floppy da 3,5 pollici ad alta densità
- VGA o risoluzione superiore (consigliata SVGA a 256 colori)

Per utilizzare Microsoft Exchange e Microsoft Network:
- 8 MB di memoria
- 20 MB di spazio su disco
- Modem (necessario per utilizzare The Microsoft Network)

Componenti facoltativi:
- Mouse Microsoft o periferica di puntamento compatibile
- Modem o fax
- Scheda audio e altoparlanti